# The Old Man & the Gun
The Old Man & the Gun is een Amerikaanse misdaadkomedie uit 2018 die geschreven en geregisseerd werd door David Lowery. De film is gebaseerd op het gelijknamige krantenartikel uit 2003 van David Grann en het waargebeurde verhaal over het leven van de misdadiger Forrest Tucker. De hoofdrollen worden vertolkt door Robert Redford, Casey Affleck, Danny Glover, Tika Sumpter, Tom Waits en Sissy Spacek. 

## Verhaal
Forest Tucker (1920-2004) was een Amerikaanse crimineel die voor het eerst op 15-jarige leeftijd werd opgesloten en de rest van zijn leven in en uit de gevangenis doorbracht. Hij is vooral bekend als een ontsnappingsartiest die meermaals uit de gevangenis kon ontsnappen, volgens Tucker zelf: "18 keer succesvol en 12 keer zonder succes". Op 70-jarige leeftijd ontsnapt hij uit de gevangenis van San Quentin en pleegt opnieuw een aantal roofovervallen op banken.

## Rolverdeling
- Robert Redford als Forrest Tucker
- Casey Affleck als Det. John Hunt
- Sissy Spacek als Jewel
- Danny Glover als Teddy Green
- Tom Waits als Waller
- Tika Sumpter als Maureen
- Elisabeth Moss als Dorothy Hayes
- Isiah Whitlock jr. als Gene Dentler
- Keith Carradine als Calder
- John David Washington als Lt. Kelley
- Gene Jones als Mr. Owens
- Robert Longstreet als Stephen Beckley Jr.

## Productie
In oktober 2016 werd aangekondigd dat Casey Affleck en Robert Redford gecast werden voor de film die door David Lowery zal geregisseerd worden vanuit een scenario dat hij zelf schreef. James D. Stern, Jeremy Steckler, Dawn Ostroff, Redford, Anthony Mastromauro en Bill Holderman zullen als producers optreden in de film onder hun respectievelijke productiemaatschappijen Endgame Entertainment en  Condé Nast-banners. In maart 2017 traden Tika Sumpter, Sissy Spacek, Danny Glover, Tom Waits, Elisabeth Moss en Isiah Whitlock, Jr. toe tot de cast van de film. In april 2017 werd Keith Carradine aan de cast toegevoegd. Redford verklaarde dat dit zijn laatste filmvertolking zal zijn.

### Opnames
De filmopnamen gingen op 3 april 2017 van start in Cincinnati, Ohio.

### Release
Op 31 augustus 2018 ging de film in première op het filmfestival van Telluride.